# Томатина
Томатина (шп. La Tomatina) је фестивал који се одржава у граду Буњолу близу Валенсије у Шпанији, на коме се учесници гађају парадајзом и упуштају се у туче парадајзом из забаве. То је највећа борба храном на свету. Овај фестивал се одржава једном годишње од 1945. године и то последње среде у августу.
Фестивал настао 1945. године, постао је позната туристичка атракција. Пре 2013. године, фестивал није имао ограничење броја посетилаца, што је изазвало притисак на популацију Буњола од око 9.000 становника. Од 2013. године, фестивал има улазнице за догађај са капацитетом од 20.000 учесника.

## Историја
Фестивал Томатина настао је последње среде августа 1945. године, када је на градском тргу одржана парада дивова и великоглавих фигура. Током весеља отпала је велика глава једног од учесника. Учесник се разбеснео и почео да удара све што му се нашло на путу. У близини је била тезга са поврћем којим је разјарена руља почела да се гађа све док полиција није прекинула тучу са поврћем.
Следеће године, неки млади људи су унапред планирали свађу и донели су свој парадајз од куће. Иако су тучу прекинуле локалне снаге, започела је годишња традиција. Следећих година пример дечака је следило на хиљаде људи.
Томатину је почетком 1950-их забранио Франциско Франко због недостатка верског значаја фестивала, али то није спречило учеснике, који су ухапшени. Људи су протестовали због забране и фестивал је поново дозвољен са више учесника. Свечаност је поново отказана све до 1957. године када је, у знак протеста, одржана сахрана парадајза, демонстрација у којој су становници носили ковчег са огромним парадајзом унутра. Параду је пратио музички бенд који је свирао погребне корачнице. Протест је био успешан, а фестивал Томатина је коначно био дозвољен и постао званични фестивал.
Као резултат извештаја Хавијера Базилија, водитеља шпанског телевизијског програма Информе Семанал, фестивал је постао познат широм остатка Шпаније. Од тада се број учесника повећавао из године у годину. Због популарности фестивала, Секретаријата за туризам Шпаније је 2002. године прогласио Томатину у Буњолу, Фестивалом међународног туристичког интереса.
Догађај 2020., који је требало да буде његова 75. годишњица, отказан је у априлу 2020. због пандемије COVID-19 у Шпанији. Раније је само једном отказан, 1957. године, из политичких разлога. Због COVID-19 пандемије, фестивал је отказан и 2021. године.

## Опис
Током дана пре борбе парадајзом, одржавају се разна такмичења, ватромет од парадајза, концерти и параде око средњовековног центра града. У среду ујутру, први догађај пре битке са парадајзом је Palo Jabón, дугачки подмазани стуб са комадом шунке на врху. Циљ је да се учесници попну на стуб и спусте шунку, што захтева да се пењу једни на друге. Остали учесници фестивала певају и играју у круговима и поливају водом из црева. Када шунка падне, почиње битка парадајзом.
Туча обично траје око сат времена, након чега је градски трг прекривен остацима парадајза. Ватрогасна возила затим перу улице, а учесници често користе црева која мештани обезбеђују да уклоне парадајз са тела. Неки учесници иду у базен Лос Пењонес да се оперу. Лимунска киселина у парадајзу доводи до тога да опране површине у граду постају веома чисте.
Од 2002. године учешће на догађају је ограничено на 20.000 власника плаћених улазница. У 2015. години процењено је да је бачено скоро 145.000 кг парадајза.
Градско веће прописује кратку листу упутстава за безбедност учесника и фестивала:
1. Не бацајте ништа осим парадајза
2. Не цепајте одећу
3. Згњечите парадајз пре него што га баците да не бисте повредили друге
4. Држите безбедну удаљеност од камиона
5. Престаните да бацате парадајз након другог ударца из пиштоља
6. Пратите упутства особља обезбеђења
7. Бацајте парадајз само на мете које видите, да не бисте повредили друге
8. Не бацајте парадајз директно на зграде
9. Лепо се проведите!

## У другим земљама
Томатина из Буњол је инспирисала сличне прославе у другим деловима света:
- Од 1982. године, град Твин Лејкс, Колорадо, води борбу парадајза под називом „Рат парадајза Колорадо-Тексас“.
- Од 2004. године колумбијски град Сутамарчан одржава сличан догађај 15. јуна када се бере вишак парадајза.[13]
- У Костарики, у граду Сан Хосе де Трохас у округу Сан Педро у кантону Сарчи (провинција Алахуела) славе Томатину током локалног Сајма парадајза.[14]
- У граду Дунгуан у јужној провинцији Гуангдунг у Кини, 19. октобра се одржава борба парадајза током које користе до 15 тона парадајза.[14]
- Град Рено у Невади у Сједињеним Државама такође има годишњу једносатну борбу парадајза која је почела 2009. године. Чини се да се догађај одржава последње недеље августа и организује га Америчко удружење за борбу против рака. Организатори су фестивал назвали Томатина, а за идеју дају пуну заслугу шпанском фестивалу.[13]
- У индијској држави Карнатака, влада је забранила одржавање одржавање Томатина фестивала у Бангалору и Мајсору, након што су приватни организатори покушали да га организују. Председник владе Садананда Говда је рекао: „да не би требало давати дозволу за бацање парадајза". Сличан план у Делхију отказан је након негативне реакције јавности.[15]

## У популарној култури
- Фестивал је поново креиран за песму Ik Junoon (Обоји црвено) из боливудског филма Zindagi Na Milegi Dobara из 2011.[16][17]
- Уводна сцена филма Морамо да разговарамо о Кевину приказује лик Еве који посећује Томатину
- Филм Шпанска Масала има сцену која приказује фестивал Томатина
- Видео игра Tekken 6 из 2007. садржи сцену под називом „Fiesta del Tomate“, засновану на Томатини
- Британски филм Walking on Sunshine из 2014. приказује тучу парадајза у апулијском селу [18]
- Епизода анимиране серије Мики Маус из 2013. „Al Rojo Vivo“ приказује Микија Мауса који наилази на Томатини [19]